# Fond (Porzellan)

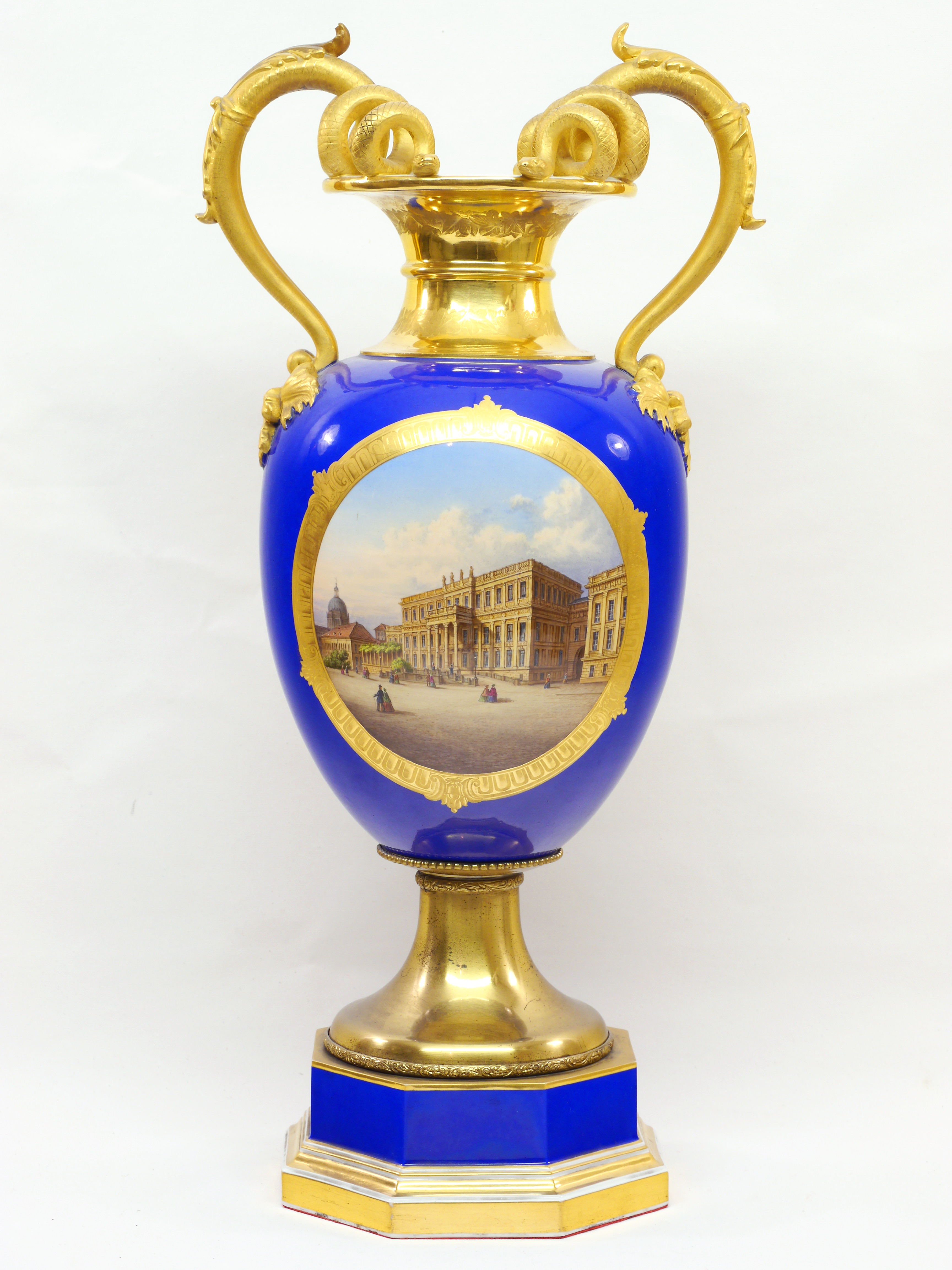
kobaltblauer Hintergrund-Fond

Fond in Zusammenhang mit Porzellan ist der Fachbegriff für die großflächige Hintergrund-Bemalung.
Erste Fonds gehen auf das Porzellan aus der Zeit der chinesischen Kaiser der Qing-Dynastie, Kangxi (1661–1722) und Yongzheng (1723–1735), zurück. Meissener Porzellan wurde von Johann Gregorius Höroldt mit Fond als Dekor versehen.
In der heutigen Fertigung wird der Fond auf größere Flächen des Porzellans mit einer Spritzpistole aufgetragen.